# Георги Йорданов – Ламята
Вижте пояснителната страница за други личности с името Георги Йорданов.
Георги Йорданов с прякор „Ламята“ е бивш български футболист, полузащитник и състезател на националния отбор. Роден на 21 юли 1963 г. в Пловдив. Юноша е на Локомотив (Пловдив). Той е един от малцината футболисти шампион на България и носител на Купата като играч и на Левски (София), и на ЦСКА (София).

## Кариера
Йорданов е възпитаник на школата на Локомотив (Пловдив), като започва професионалната си кариера с екипа на черно-белите едва на 17 години през сезон 1980/81 записвайки 30 мача и 5 гола. През следващия сезон преминава в Сливен, където играе до 1983 г., когато е наказан за 2 години поради желанието си да премине в Левски и отказа му да премине в ЦСКА. През 1985 г. в крайна сметка заиграва за Левски за 5 сезона, след което преминава през испанските Спортинг Хихон, Марбея и Овиедо. След завръщането си в България играе по един сезон за ЦСКА (София), Спартак (Плевен), Черноморец (Бургас) и Септември (София). През 1998 г., вече като играч на ЦСКА, на финала на Купата си отбелязва автогол при загубата от Левски с 0:5.

## Национален отбор
За националния отбор на България играе в периода 1983–1992, като записва 46 мача и има 4 отбелязани гола.

## Успехи
- 2 пъти шампион на България – с Левски през 1988 г. и с ЦСКА през 1997 г.
- 2 пъти носител на Купата на България през сезон 1986 г. с Левски и през 1997 г. с ЦСКА
- 2 пъти носител на Купата на Съветската армия за 1987 г. и 1988 г. с Левски
- 1/8-финалист на Световното първенство по футбол през 1986 в Мексико, където участва в 2 мача